# Trolejbusová doprava v Mariánských Lázních

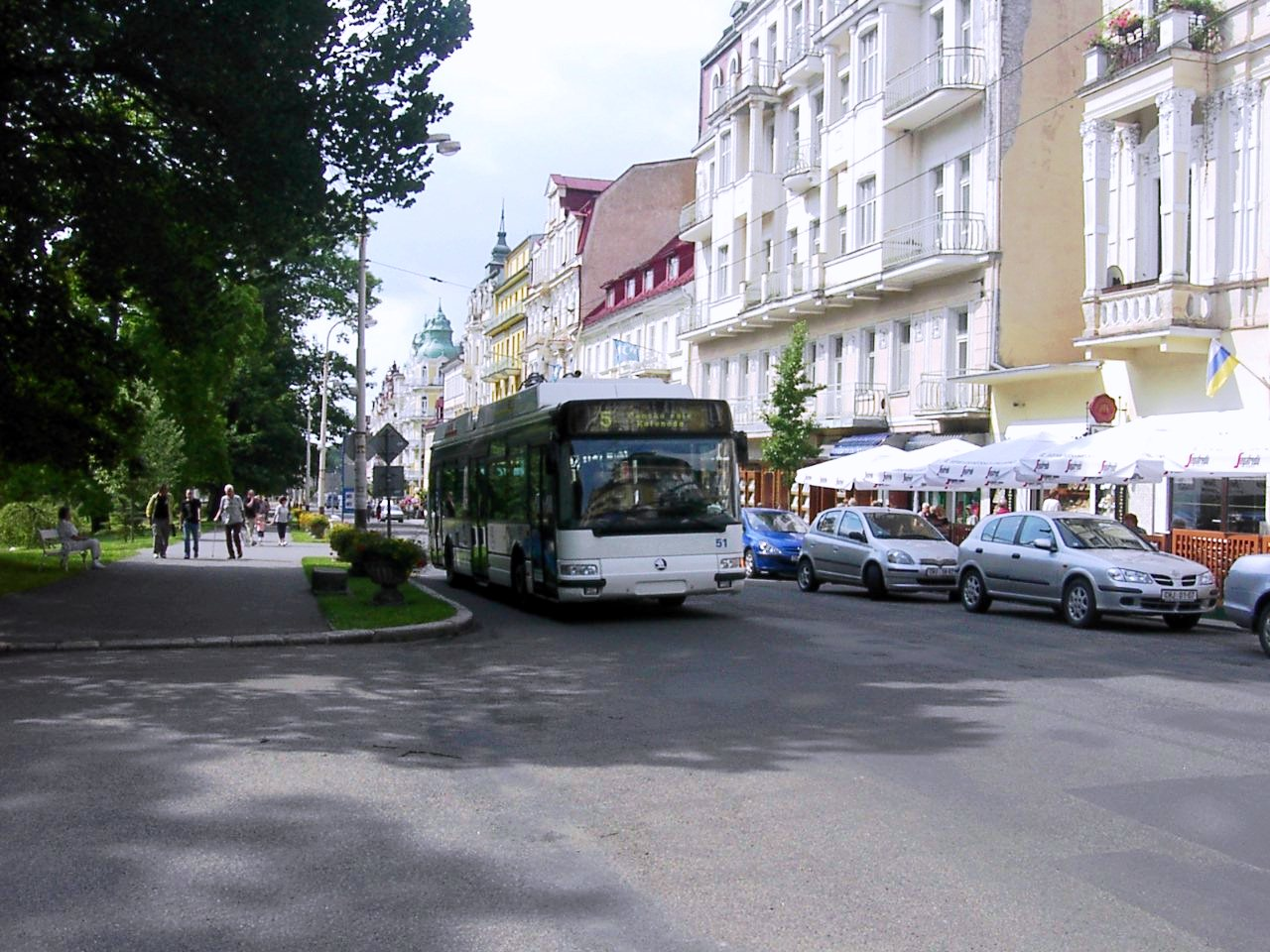
Trolejbus Škoda 24Tr

V západočeském lázeňském městě Mariánské Lázně je síť trolejbusové dopravy, která byla zprovozněna v roce 1952.
Městskou hromadnou dopravu od června 2006 provozuje společnost Městská doprava Mariánské Lázně s. r. o., která je ze 60 % vlastněna městem a od roku 2013 ze 40 % akciovou společností BENT HOLDING, a.s. se sídlem ve Zlíně. V letech 2004–2006 ji provozovala společnost Městská hromadná doprava Mariánské Lázně, a. s., jejímž stoprocentním vlastníkem byl Dopravní podnik Mariánské Lázně a. s., předtím byl dopravcem přímo Dopravní podnik Mariánské Lázně a. s., v letech 1988–1992 jeho předchůdce Dopravní podnik Mariánské Lázně, státní podnik.

## Historie

### Zahájení provozu
Na počátku 20. století byla v Mariánských Lázních zavedena tramvajová doprava. Stejně jako v mnoha jiných městech tehdejšího Československa ale bylo po druhé světové válce rozhodnuto, že bude nahrazena dopravou trolejbusovou. Již druhý den poté (27. dubna 1952), co byl tramvajový provoz ukončen, vyjely první trolejbusové vozy typu Škoda 7Tr do ulic. V první etapě výstavby sítě existovala jen jedna trať vedoucí od nádraží ke Goethovu náměstí (tehdy Gottwaldovu) v centru města. U nádraží byla trať ukončena blokovou smyčkou; celá trať vedla většinou v trase právě zrušené tramvajové linky, novinkou a víceméně i důvodem výstavby trolejbusové sítě však bylo prodloužení přímo do centra lázeňské čtvrti. O rok později, 30. dubna 1953, byl otevřen pro veřejnost i nový úsek k Lesnímu prameni, zatím však pouze pro příležitostnou dopravu rekreantů do lázeňských zotavoven.

### 60. a 70. léta

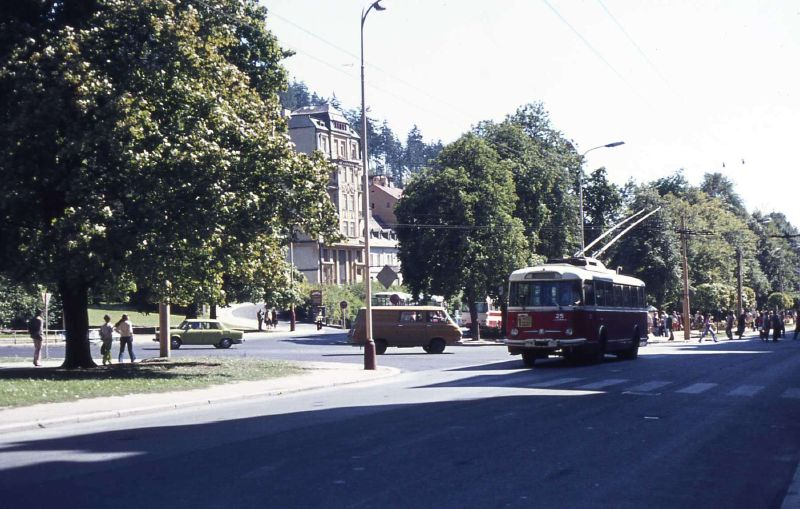
Trolejbus Škoda 9Tr v ulicích města v roce 1976

V roce 1960 se trolejbusy rozjely i do Úšovic, první smyčka vznikla na náměstíčku za dnešní zastávkou Kovárna. Výstavba se zde ale nezastavila, roku 1961 opodál vznikla nová vozovna, v průběhu 60. let vyrostlo úšovické sídliště a smyčka byla v roce 1962 posunuta k areálu dopravnímu podniku. Poslední úsek, k Antoníčkovu prameni, byl zprovozněn v roce 1973. Úšovická linka také začala pravidelně využívat trolejbusovou trať k Lesnímu prameni. Současně se zprovozněním úšovické trati došlo k očíslování linek: trasa nádraží – Gottwaldovo náměstí byla označena číslem 1, trasa Úšovice – Lesní pramen číslem 2. Ve špičkových časech byla ještě provozována linka 3 v trase Úšovice – Gottwaldovo náměstí.
Přelom 60. a 70. let také znamenal rozmach městských autobusových linek, které spojily s městem jak okolní sídelní celky (Velká Hleďsebe a Klimentov, Hamrníky, Zádub-Závišín), tak zajímavé turistické cíle (hotel Krakonoš, penzion Nimrod). V roce 1972 si dopravní podnik nadělil dárek v podobě moderního terminálu veřejné dopravy u zastávky Taxislužba, dnešního City Service, kde končila většina autobusových linek.

### 80. a 90. léta

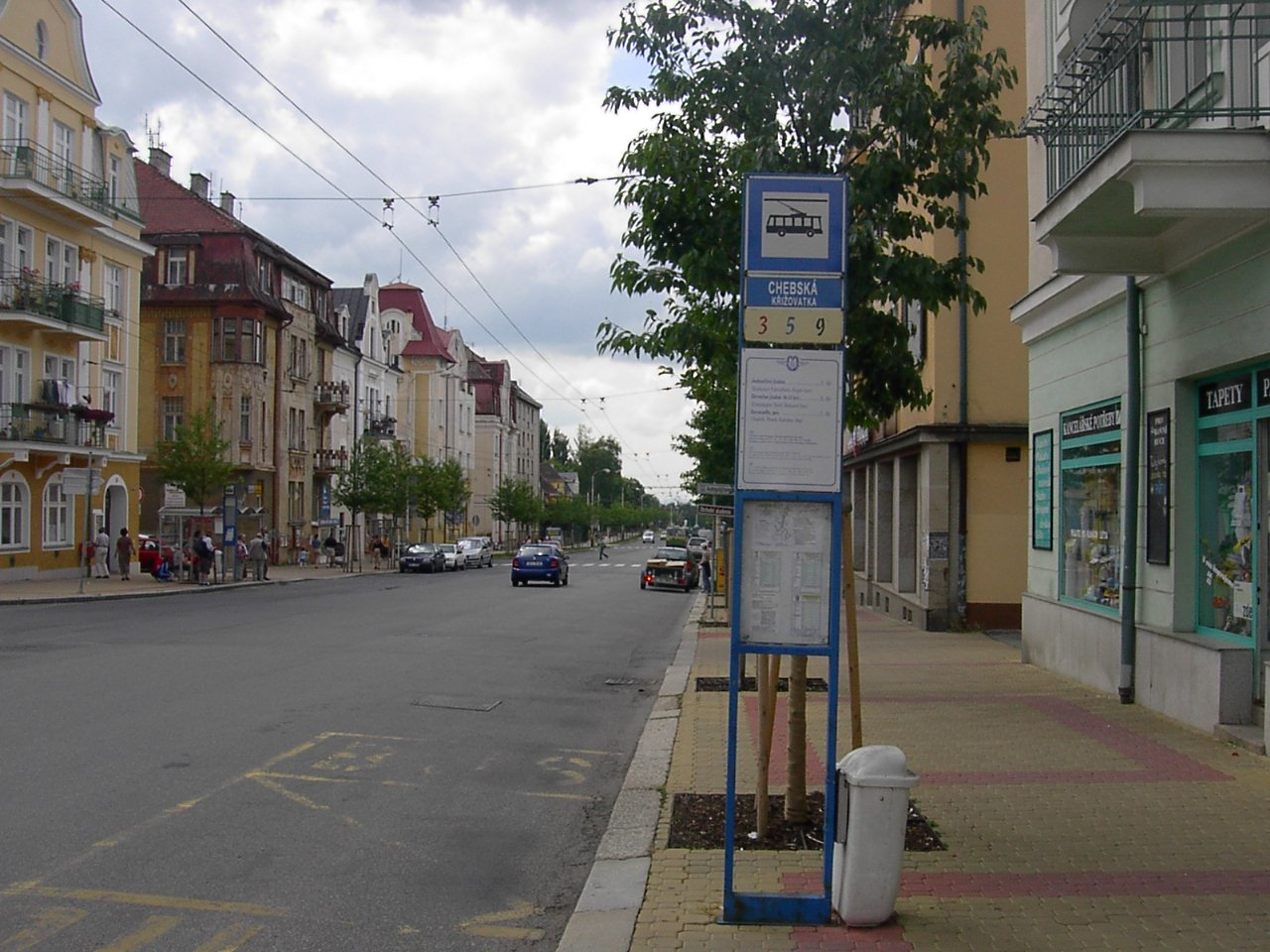
Zastávka MHD Chebská křižovatka

I v 80. letech v této malé trolejbusové síti vznikaly nové úseky a modernizoval se také vozový park. Přebudována byla trať u nádraží: konečná byla přesunuta k nedalekému sídlišti Panská Pole (1980). O čtyři roky později byla postavena dlouhá trať do Klimentova a Velké Hleďsebe ukončená velkou smyčkou vedoucí právě oběma obcemi.
Přestože v centru města byl úsek k Lesnímu prameni zrušen již v roce 1979, a opět roku 1986 obnoven, netrvalo dlouho a padlo opět rozhodnutí o ukončení provozu, tentokrát v roce 1996. Od této doby už k žádným přírůstkům v trolejbusové síti nedošlo.
V 80. letech se zde objevily sice nové vozy typu Škoda 14Tr, postupem času ale jejich počet klesal a celému systému hrozil v druhé polovině 90. let a na počátku 21. století zánik. Tomu se však podařilo zabránit.

### Počátek 21. století
V letech 2004 a 2005 byly zakoupeny dva nové nízkopodlažní trolejbusy typu Škoda 24Tr. Roku 2006 k nim přibylo dalších pět vozů 24Tr, jejichž nákup spolufinancovala EU a její fondy, takže z flotily starších trolejbusů 14Tr zůstaly pouze dva vozy jako záložní.

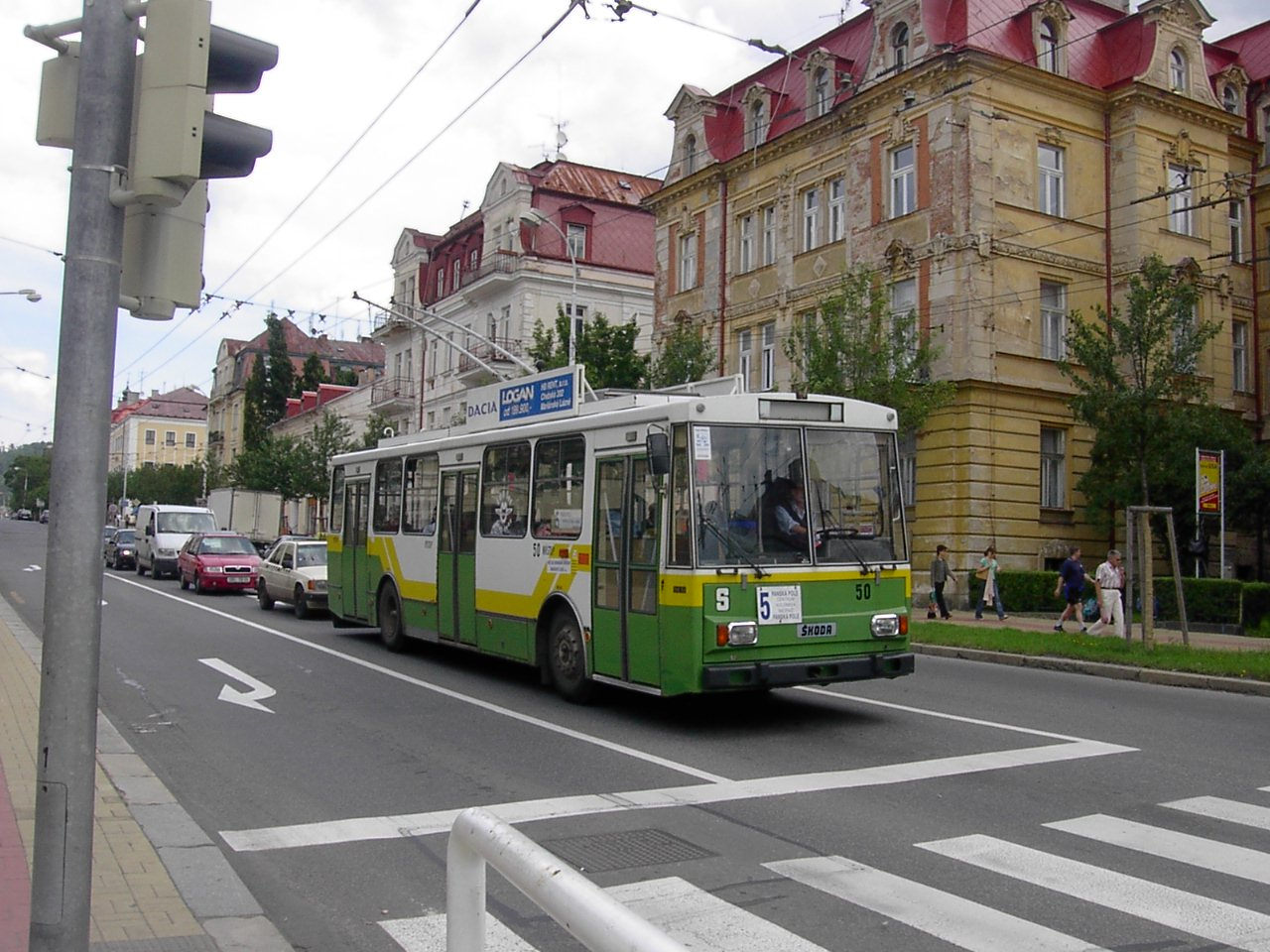
Škoda 14Tr v Mariánských Lázních

V únoru 2011 dopravce Městská doprava Mariánské Lázně s. r. o. navrhl, že trolejbusovou dopravu nahradí autobusy. Rozsah trolejbusové dopravy představoval 12 km tratí, čtyři linky a 9 trolejbusů, krom toho společnost vlastnila čtyři autobusy. Údržba vozidel i tratí stojí 6,5 milionu ročně. Městská dotace je asi 11 milionů ročně, dopravce by potřeboval asi o 6 milionů víc. V polovině března 2011 měla o řešení situace jednat valná hromada, která měla připravit podklady k rozhodnutí pro městské zastupitelstvo.
V letech 2011 a 2012 byl kompletně zrekonstruován prostor před železniční stanicí, byl zde postaven dopravní terminál, který využívají rovněž trolejbusy MHD. Kvůli přestavbě celého Nádražního náměstí musela být v říjnu 2011 zrušena krátká obratová stopa, která ale již nebyla od roku 1984 pravidelně pojížděna. Na přelomu června a července 2012 bylo demontováno trolejové vedení v Třebízského ulici k Lesnímu prameni, které nebylo od roku 1996 využíváno a bylo dlouhodobě odpojeno od zbytku sítě.
Dne 24. září 2013 zastupitelstvo města vzalo na vědomí zprávu rady města o postupném útlumu trolejbusové dopravy; ze tří variant útlumu zvolilo střední, do roku 2017. Rychlejší varianta nebyla možná kvůli dotacím, které byly použity na přestavbu přednádražního prostoru, takže ještě po dobu pěti let musí být trolejbusová doprava provozována, aby nebylo nutné vracet dotaci. Mají se postupně utlumovat investice a údržba trolejového vedení, například nebude vybudována nová trakční měnírna, která by jinak byla nutná, a nedojde ke „kompletní výměně trolejbusové trakce“. Zatím není rozhodnuto, zda některá linka nakonec zůstane. Pro rok 2013 byla původní částka 10 milionů korun, které byly v rozpočtu určeny na MHD, toho roku zvýšena na 12,8 milionu, pro rok 2014 má být vyhrazeno nejvýše 10,7 milionů. V rámci optimalizace mají být trolejbusy nahrazeny autobusy, zčásti malokapacitními. Podle tehdejšího starosty Zdeňka Krále (ODS) byla dosavadní podoba MHD neudržitelná, protože již do lázní nejezdí vlakem stovky odborářů a zrušeny byly dvě i vojenské posádky. Emisní limity pro autobusy jsou dnes takové, že oproti trolejbusům to není velký rozdíl. Snahou má být se orientovat na elektrobusy různých velikostí a nasazovat je v závislosti na vytíženosti jednotlivých spojů, aniž by bylo omezen počet spojů v dopravních špičkách.
Obrat v náhledu na další budoucnost trolejbusové dopravy v Mariánských Lázních přinesly komunální volby roku 2014, po nichž byla původní reprezentace města, odsuzující trolejbusy k zániku, odsunuta do pozadí. Nové vedení radnice si nechalo zpracovat studii o výhledu budoucího směrování MHD, z níž nejprve nejlépe vyšla varianta systému založeného pouze na elektrobusech. Po kritice této studie a objevení zjevných chyb a nepřesností si město nechalo zpracovat oponenturu, která naopak jednoznačně podpořila budoucnost trolejbusů. Pro požadavek plné elektrifikace MHD, pak zvítězila varianta systému založeného na parciálních trolejbusech vybavených trakční baterií. Ty by umožnily převzít dopravu i na místních autobusových linkách, čímž by mohly být autobusy z MHD zcela eliminovány. Záměr však narazil na nedostatek finančních prostředků poté, co město nebylo úspěšné v žádosti na dotaci z Evropské unie – mj. argumentem pro zamítnutí byl i fakt, že Mariánské Lázně mají „příliš čistý vzduch“. Při dalším pokusu o získání dotace město uspělo a v dubnu 2020 do města dorazilo osm parciálních trolejbusů Škoda 30Tr.

## Vozový park
Trolejbusový provoz v Mariánských Lázních zahajovaly dvounápravové vozy Škoda 7Tr (4 vozy + 1 ojetý z Teplic). V dodávkách je poté následoval vzhledově stejný typ Škoda 8Tr (včetně prototypu; opět 4 vozy + 1 ojetý z Prešova). Od roku 1963 pak byly dodávány legendární trolejbusy Škoda 9Tr, kterých jezdilo v Mariánských Lázních celkem 20 kusů. Od roku 1974 zde jezdily i dva prototypy trolejbusů Škoda 14Tr. Sériové dodávky těchto vozidel začaly v roce 1981. Od roku 2004 pak byl vozový park téměř kompletně vyměněn; ze starších zde zůstaly pouhé dva vozy 14Tr jako záložní. Ostatní vozidla byla nahrazena moderními nízkopodlažními trolejbusy Škoda 24Tr (celkem 7 kusů). V letech 2010 a 2011 byly odstaveny z provozu zbylé dva vozy 14Tr, využívané jako záložní, dopravce místo nich zakoupil dva modernizované trolejbusy 14TrM a 14TrR (též označován jako 14TrM), které vyřazovaly Plzeňské městské dopravní podniky. V Mariánských Lázních obdržely čísla 47 (ex Plzeň 417 – nová karoserie 14TrM z roku 2002) a 48 (ex Plzeň 439, modernizace 2001). Vůz 14TrM č. 48 byl roku 2014 prodán na Ukrajinu do Žytomyru. Provoz zbývajícího vysokopodlažního trolejbusu č. 47 byl ukončen v roce 2019. V červenci 2019 podepsala společnost Městská doprava Mariánské Lázně smlouvu na nákup osmi parciálních trolejbusů Škoda 30Tr, které byly dodány v dubnu 2020. Následkem toho byly postupně odstaveny a vyřazeny všechny vozy předchozího typu 24Tr, poslední vyjel do provozu v únoru 2021.
V listopadu 2021 bylo v provozu celkem 8 vozů typu:
| Obrázek                          | Typ        | Modifikace a podtypy | Počet vozů (k 29. 11. 2021) |
| -------------------------------- | ---------- | -------------------- | --------------------------- |
| Škoda 30Tr v Mariánských Lázních | Škoda 30Tr | Škoda 30Tr           | 8                           |

## Vozovny
- Vozovna Úšovice